# Strażnica KOP „Pawłowszczyzna”

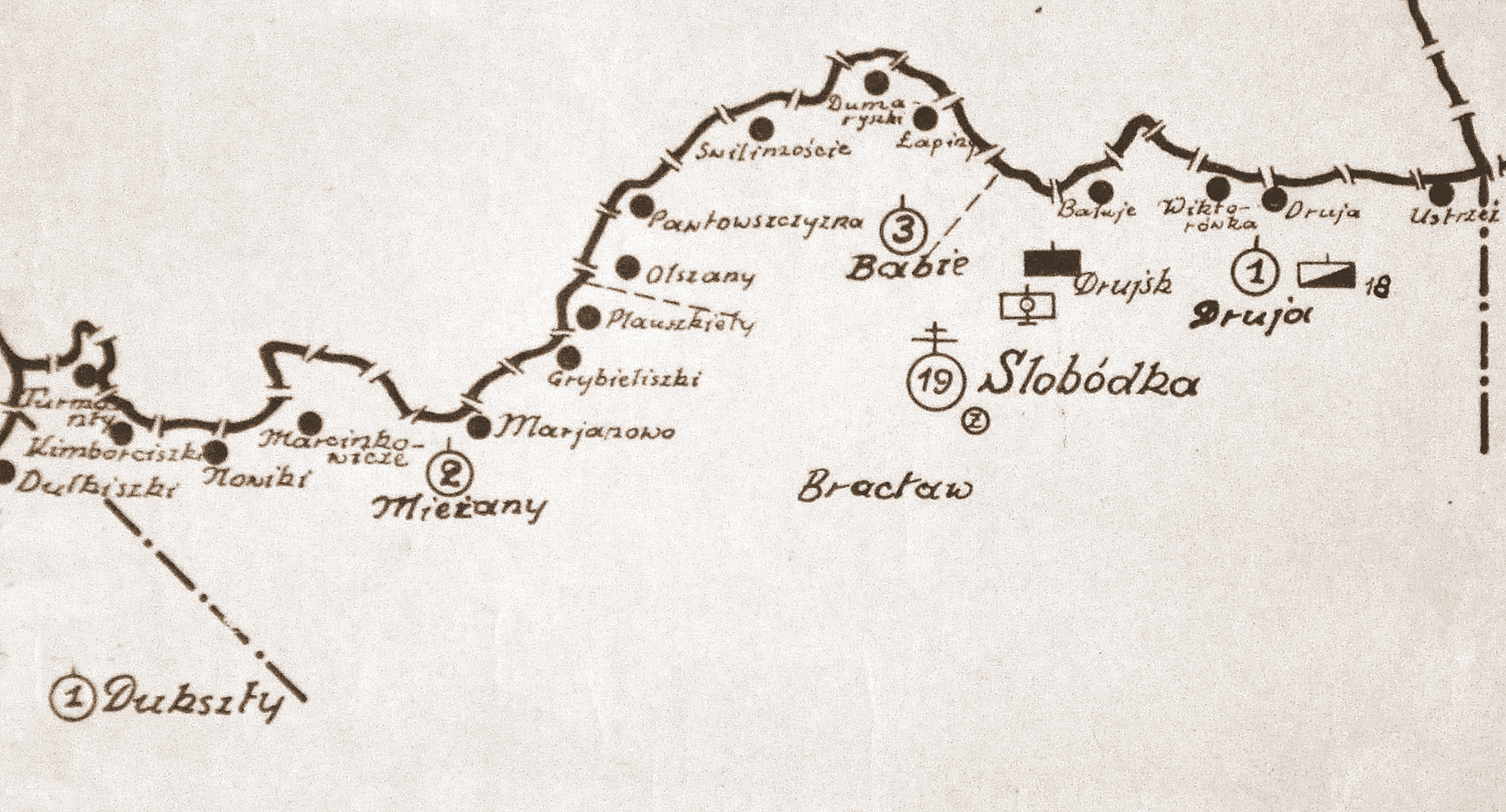
Rozmieszczenie batalionu KOP „Słobódka” w 1931

Strażnica KOP „Pawłowszczyzna” – zasadnicza jednostka organizacyjna Korpusu Ochrony Pogranicza pełniąca służbę ochronną na granicy polsko-łotewskiej.

## Formowanie i zmiany organizacyjne
W 1926, w składzie Brygady KOP „Wilno”, został sformowany 19 batalion graniczny. W 1928 w skład batalionu wchodziło 12 strażnic. W latach 1929–1934 w 3 kompanii KOP „Obabie” funkcjonowała strażnica KOP (punkt przejściowy) „Świlemieście” i strażnica KOP „Pawłowszczyzna” . W 1936 zlikwidowano strażnicę KOP „Pawłowszczyzna” i punkt przejściowy „Świlemieście”. Ich zadania przejęła strażnica „Świlemieście”.

## Służba graniczna
Podstawową jednostką taktyczną Korpusu Ochrony Pogranicza przeznaczoną do pełnienia służby ochronnej był batalion graniczny. Odcinek batalionu dzielił się na pododcinki kompanii, a te z kolei na pododcinki strażnic, które były „zasadniczymi jednostkami pełniącymi służbę ochronną”, w sile półplutonu. Służba ochronna pełniona była systemem zmiennym, polegającym na stałym patrolowaniu strefy nadgranicznej, wystawianiu posterunków alarmowych, obserwacyjnych i kontrolnych stałych, patrolowaniu i organizowaniu zasadzek w miejscach rozpoznanych jako niebezpieczne, kontrolowaniu dokumentów i zatrzymywaniu osób podejrzanych, a także utrzymywaniu ścisłej łączności między oddziałami i władzami administracyjnymi. Strażnice KOP stanowiły pierwszy rzut ugrupowania kordonowego Korpusu Ochrony Pogranicza.

## Dowódcy strażnicy
- plut Józef Wójcikowski (był w 1929)[9]